# Startrampe (Sport)

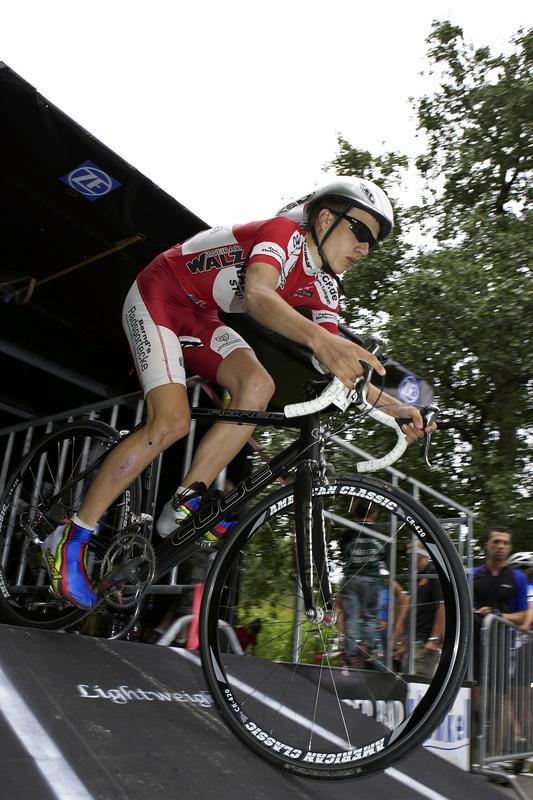
Startrampe bei Lightweight Uphill 2007

In verschiedenen Sportarten gibt es eine Startrampe, um durch einen Höhenunterschied eine zusätzliche Beschleunigung zu erzielen. 

## Radsport
Im Radsport ermöglicht die Rampe dem Fahrer beim Start des Zeitfahrens eine zusätzliche Beschleunigung, sodass er von Anfang an mit den Füßen in die Klick-Pedale eingerastet sein kann. Der Start kann dadurch ohne Anschieben oder Abstoßen mit dem Fuß erfolgen. Integriert in die Startrampe ist die Zeitmessung, die über eine Mechanik exakt misst, wann der Fahrer startet.

## Hängegleiter und Gleitschirme
Beim Hangstart muss der Hängegleiterpilot oder Gleitschirmpilot die notwendige Geschwindigkeit für einen sicheren Start erreichen. Dabei hilft ihm die Neigung des Hanges. In vielen Fluggeländen gibt es Startrampen. Sie erleichtern den Startlauf auf unebenem Gelände; für Gleitschirmpiloten haben sie den Vorteil, dass die zahlreichen Seile bzw. Leinen des Gleitschirms nicht an Bodenhindernissen (z. B. Ästchen) hängen bleiben können.

## Anderes
Entsprechende Verwendung gibt es auch bei Seifenkisten und beim Snowboarden.